# 迪比耶普尔
迪比耶普尔（Dibiyapur），是印度北方邦奥莱亚县的一个城镇。总人口20602（2001年）。

## 人口
该地2001年总人口20602人，其中男性10962人，女性9640人；0—6岁人口2868人，其中男1592人，女1276人；识字率76.12%，其中男性为79.77%，女性为71.97%。